# Microsoft Mail
Microsoft Mail war ein Produkt, das einen Mailserver sowie Clients für verschiedene Betriebssysteme bereitstellte. Es handelt sich um den Vorgänger von Microsoft Exchange.

## Geschichte
Die erste Version von Microsoft Mail erschien im Jahr 1988 und unterstützte ausschließlich AppleTalk-Netzwerke. Der Server musste zwingend auf einem Macintosh betrieben werden, als Clients wurden alle damals gängigen Betriebssysteme, darunter auch MS-DOS unterstützt. Diese Version von Microsoft Mail wurde Ende 1995 an das Unternehmen StarNine Technologies verkauft, das kurz darauf von Quarterdeck übernommen wurde. Quarterdeck führte das Produkt noch kurze Zeit unter der Bezeichnung Quarterdeck Mail weiter, gab das Produkt aber mit dem Verschwinden von AppleTalk schnell wieder auf.
Um auch die damals aufkommenden Ethernet-Netzwerke zu unterstützen, kaufte Microsoft im Jahr 1991 das kanadische Unternehmen Consumers Software mitsamt seinem Mailserver-Produkt Network Courier und veröffentlichte dieses unter der Bezeichnung Microsoft Mail for PC Networks. Der Server konnte auf Windows ab Version 3.0 betrieben werden, Clientsoftware existierte für Windows 3.x, MS-DOS, OS/2 und Macintosh. Windows für Workgroups 3.1 enthielt eine in der Funktionalität reduzierte Version von Microsoft Mail, diese erschien später auch für Windows 95 und Windows NT. Zudem veröffentlichte Microsoft noch das Programm Schedule+ zur Nutzung mit Microsoft Mail. Zudem konnte Microsoft Mail auch mit Microsoft Outlook bis Version 97 verwendet werden.
Aus technischer Sicht nutzte Microsoft Mail ein sehr einfaches, auf Dateifreigaben basierendes System, bei dem die Clients E-Mails auf einem freigegebenen Ordner auf dem Server als einzelne Dateien speicherten. Die einzelnen Clients nahmen hier die Funktion des Mail Transfer Agents wahr, während der Server komplett passiv agierte und lediglich die auf ihm gespeicherten E-Mails den Clients bereitstellte. Mails an andere Microsoft Mail-basierte Mailserver wurden über einen speziellen Mail Transfer Agent namens external.exe verwaltet; hierbei handelte es sich zunächst um ein DOS-, später um ein natives OS/2-Programm, das unter Windows NT bis zu Windows 2000 das vorhandene OS/2-Subsystem nutzte. Über spezielle Gateways konnten Mails auch an andere Mailserver verschickt werden, so existierten Gateways für SMTP und X.400.
Microsoft Mail wurde im März 1996 durch das von Grund auf neu entwickelte Microsoft Exchange ersetzt, blieb aber aufgrund gewisser Schwierigkeiten bei der Migration zu Exchange noch sehr lange in Gebrauch.